# 本間雅晴
本間雅晴（日语：／ Honma Masaharu，1887年11月27日—1946年4月3日），為大日本帝國陸軍的軍人，最終階級為陸軍中將，曾任台灣軍司令官。在太平洋戰爭期間負責指揮日本軍第14軍進攻美屬菲律賓（史稱菲律賓戰役），1946年2月11日以「涉嫌巴丹死亡行軍」戰犯罪名遭馬尼拉軍事法庭判處死刑，同年4月3日被槍決。

## 生平

### 早年经历
本間雅晴出生於日本新潟縣佐渡島畑野町，1907年5月日本陆军士官学校19期毕业，1910年日本陆军大学27期毕业，在军中英语第一，曾留学英国牛津大学，爱看西方电影，在战争期间作画、写诗，有“诗人将军”的绰号。本間雅晴对西方国家有着深深的敬意，他曾在英国担任了八年的驻外武官，1917年，担任英国的东兰开夏军团，1918年在英国派往法国的远征军服役，并被授予了军功十字勋章。
1930年至1932年，本间再次被派往英国担任驻外武官。1932年，参加日内瓦裁军谈判会议，并于1932年至1933年担任日本陆军部新闻班长。1933年至1935年成为第一步兵联队的联队长，并于1935年至1936年晋升步兵第32旅少将旅长。
1937年，本间被任命为秩父宫雍仁亲王的副武官。并随秩父宫雍仁亲王参加了英国乔治六世的加冕礼，与秩父宫雍仁亲王一起在西欧进行了外交之旅，并在德国结束。在德国，本间参加了纽伦堡党代会，会见了希特勒。

### 中日战争

#### 武汉会战
1937年7月21日卢沟桥事变爆发后，本間雅晴接替渡久雄任日军参谋本部第二部长，1938年7月晋升军衔为中将并出任日军第27师团长，该师团以支那驻屯混成旅团为基础，被调整到中支那派遣军第11军战斗序列中，在第11军司令官冈村宁次麾下，参加了武汉会战同年8月24日，本间雅晴率第27师团进攻箬溪，国军第30及18军团沿瑞昌-箬溪公路及附近地区抵抗，战况僵持一个多月，
直至10月5日第27师团最终攻占箬溪。同年接近9月底，日军第106师团以4个团的兵力迂回至德安县以西的万家岭地区，薛岳命令国军第4军、第66军及第77军侧击，本间的第27师团试图增援，但被埋伏在万家岭以西百岁街的国军第32军军长商震阻击，10月7日国军实施最后总攻击以包围日军，激战持续了三天，日军被国军击退。由于其缺少统兵的实战经验，本间雅晴和他的第27师团都表现的一般化。
10月10日由于遭到孤立及缺乏补给，第27师团遭受重创。武汉会战结束后，本間雅晴的第27师团被调天津付近警备担当。

#### 天津事件
1939年4月9日，亲日派人士、天津海关监督兼中国联合准备银行天津支行经理程锡庚于在天津英租界内的大光明戏院被暗杀。英租界逮捕了四名嫌疑犯，同年5月5日，日本占领军与中华民国临时政府各机关秘密协商对英策略，6日时任天津防卫司令官的本间雅晴宣称：
英法租界是抗日共产分子阴谋活动的策源地，是各种暴力行动的避难所。庇护暗杀疑犯，是对日军的间接敌对行为，是对东亚新秩序建设的挑战，庇护者必死无葬身之地！
5月8日天津市政府提示公文要求英方引渡4人，但英国驻天津总领事杰佛逊表示：
将犯罪证据不足的人引渡给贵方，如被处死刑，有损英国正义观念立场，在证据不足的情况下，本国政府拒绝日本引渡的要求
克莱琪和贾米森担心日本可能会武力占领租界，认为“如果武力占领真的发生，那么，我们将不能像在上海的情况那样指望得到美国的援助。”他们要求英国外交部同意交出这四人。但卡尔表示反对：“采取这一行动良心难安，而且将很难向重庆交待。”英国外交部最终认同卡尔的观点，迟迟不肯移交四人。6月5日，日方向英国政府发出最后通牒，称英方若不在二日内将暗杀程锡庚之嫌疑犯交出，则日方将采取必要步骤，封锁英租界。6月13日早。日本占领军以天津防卫司令官本间雅晴名义，发表了封锁英租界的声明和布告：
我们的忍耐是有限的。我们的英雄的兵士，及税关监督被暗杀，说明租界是庇护犯人的犯罪温床。为了确保我方的安全。在14日6点前不引渡犯人的场合，即对英法租界实行全面封锁。以及为了解决问题，并不仅仅是单纯
的引渡犯人，而是要求英法政府当局改变援蒋态度，杜绝在金融、经济、思想上对新临时政府的扰乱政策。英租界当局有必要认识华北的新形势，与日本互相协力，共同建设东亚新秩序。封锁英法租界可能给第三国者带来不便，但这也是我方最小限的行动
6月14日因英国政府拒绝交出四名刺杀日本合作者并在天津租界避难的中国人，北支那方面军开始封鎖中國天津口岸。
之后日本与英国在天津英租界的谈判，一直由本间雅晴领导，直到1940年。

#### 台湾军司令官任內
1940年12月，本间雅晴调任日本台湾军司令官，创作了军歌的歌词，山口淑子受邀演唱这首军歌，以鼓舞台湾士气。
本间在台湾任职的时间里，写了很多诗歌和军歌，逐渐以「诗人将军」闻名全军。列如。本間还曾为了纪念台灣第三屆騎道大會在台南後甲馬場，在后甲马场舉行的石碑，寫上，但此事曝光後，石碑遭不明人士破壞。後由市府公園處帶回保存，2013年1月，重新安置在臺南公園內。

### 太平洋战争

#### 菲律宾战役

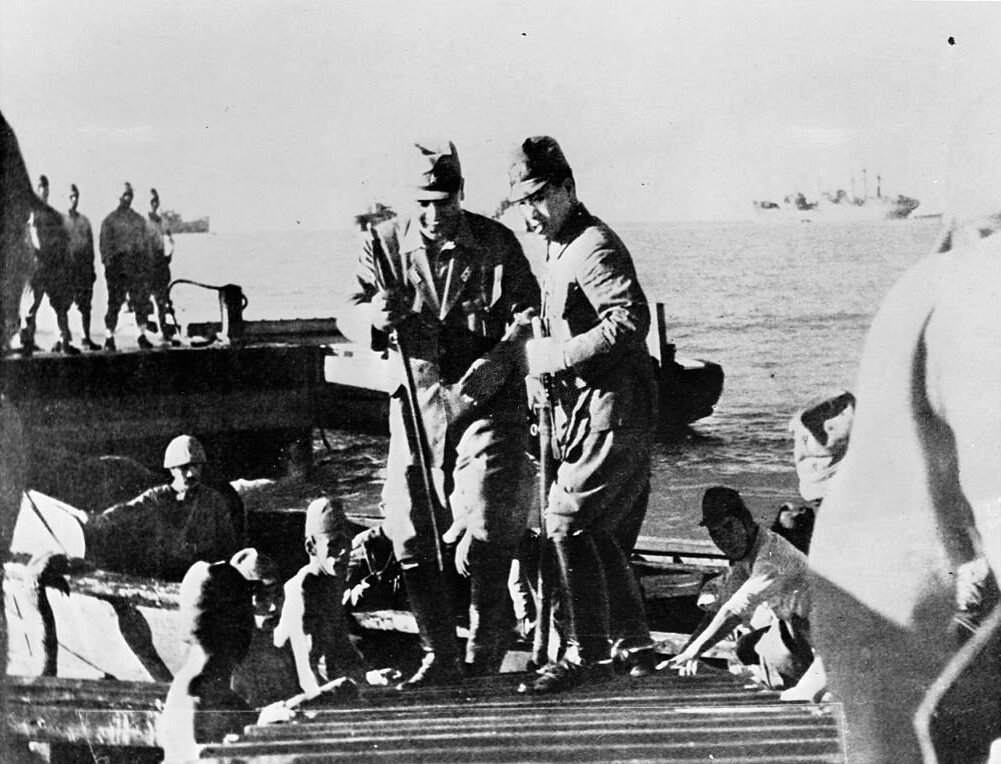
正在「林加延湾」登陆的的本间雅晴。

1941年11月日军参谋本部为实施「南进计划」成立了南方军，由寺内寿一出任总司令官，本间雅晴被任命为第十四军司令官，该军下辖第16师团、第48师团和第65师团，共计5.7万余人。
1941年12月8日，由本间雅晴指挥的日军第14军在吕宋岛北面的巴坦群岛登陆，两天后又在吕宋北部的卡米金岛、维甘、阿帕里及贡萨加登陆，12月22日的早上，由本间雅晴指挥的日本第14军的43,110名士兵入侵吕宋岛北部的仁牙因湾，日军第48师团及第16师团部份单位在80至100辆坦克及炮火支援下在仁牙因湾东面的3个地点登陆，由温赖特少将指挥的菲律宾第11及71步兵师因缺乏训练及装备既不能击退日军登陆，又不能压制在海滩上的敌人。12月24日美军温莱特少将指挥的防守部队放弃抵抗，并向巴丹半岛方向溃败，但本间雅晴闻讯后，没有运用空中力量炸毁沿途桥梁阻止美军后撤，并消灭美军的有生力量，致使美军的有生力量保存下来，为日后盟军反攻菲律宾留下了隐患。

##### 巴丹半岛战役
1942年2月8日，本间雅晴命令停止进攻以重组其部队，但不能立即实行，因为第16师团仍要支援其第20步兵团第3营，在付出更大伤亡下，第3营的残馀、378名军官及士兵在2月15日被救出，2月22日，日本第14军向北后撤几公里，美国远东军重新占领一些曾被日军攻占的地区。
3月22日在南方军首次进攻巴丹半岛凡行动失败后，日军参谋本部派遣了强大的炮兵部队到菲律宾以攻破美军的防线，由于日军参谋本部命令本间雅晴率领的第14军必须在3月底前结束巴丹半岛战役，于是本间雅晴密罗紧鼓准备大规模进攻。4月3日早上9时至下午3时，阿布凯-莫邦防线遭到100架日军飞机及300门大炮的猛烈轰击，在之后的3天，日军第65独立混成旅团及第4师团的先头部队全力进攻在左翼的菲律宾第2军，在防线的每一处，筋疲力尽的美国及菲律宾守军被大批的日军坦克及步兵击溃。根据之前两次的进攻经验，本间雅晴预计最后总攻击需要一个星期才能攻破阿布凯-莫邦防线及要一个月才能扫荡残馀敌军，在进攻开始三天后，本间在4月6日要求部队到达敌军预定反攻正面，日军进攻集中在中路，剌入菲律宾第21师第22及第23团的侧翼，攻占了萨马特山及包围了整个菲律宾第2军。4月8日美军指挥官爱德华·金陆军少将看见守军再进行抵抗已经毫无意义，提出投降协定条件。4月9日，爱德华·金与本间雅晴，经过数小时谈判后，向日军投降。
然而本间因已超过大本营预定攻下菲律宾的50天期限而深受压力，他是进攻东南亚的“南方军”中唯一没能在第一阶段作战完成目标的司令官，本间预定将巴丹充作进攻科雷吉多岛的跳板，而出于减轻当地日军的后勤负担、保密以及不愿使战俘和日军警备人员受到美军火炮攻击等理由，本间在3月命令手下参谋尽快净空半岛上的大量美菲战俘。

##### 巴丹死亡行军
1942年4月，本间雅晴希望尽快占领美军在菲律宾最后的据点，科雷吉多岛，因此下令将所有战俘从巴丹转移至后续行动的据点，然而日军的疏散作业因情报误判而崩溃，巴丹守军投降之快出乎日军预料，导致日军迟至4月20日才匆匆完成计画的日程表；守军人数也不是原本预估的25,000至50,000人，仅战俘总数就几乎与整支第14军总兵力相当，这使得日军能拨给战俘的食物、药品、绷带等物资极为紧绷，而原订设置的各野战医院收容量也仅1000名病员。最后，日军未考虑到有相当数量的战俘至今已在长时间的战斗后罹患各种疾病、营养不良和疲惫不堪等恶劣的生理状况。然而本间将心力都放在对科雷吉多岛登陆的准备工作上，对疏散作业未多做过问，高津与河根两人也未协调过行动。
行军的第一天，日军已经收缴了战俘身上所有的物品，路程以徒步行軍為主，整個行軍過程除了初期給予少許的食物外，一路上不再提供给戰俘食物，是因美军投降时早已用尽食物，而日军因未料到美军过早投降，在前往欧唐纳营途中，经常有找尋飲水與食物者被日軍以刺刀殺死或開槍處決，同時也驅趕與阻止当地的菲律賓人給予戰俘食物與水，一路上日军因担心战俘逃跑，只准他们从路边水洼中饮水，即便有若干僥倖者躲過日軍眼線而偷喝到幾口河水，也因河水已嚴重遭受污染，且氣溫達攝氏38度，最後引發嚴重的腹瀉與嘔吐而死，直到日军終於追加设置了几个食物供应点。
1942年4月11日时至中午，在辻政信中佐的煽动下，歩兵第65旅团团长奈良晃少将下达命令，对潘廷岸河的菲律宾战俘展开了大屠杀，日军将战俘分为两组，其中一组带到巴朗牙，现场的一名担当翻译的日本平民向俘虏转述日军的“决定”：
亲爱的朋友们，我们感到抱歉。若早点投降，我们也不会杀了你们，然而我们损失惨重，所以还请谅解。若死前有什么遗愿，还请告诉我们。
随后日军进行约两小时的屠杀行动，战俘被排成一列，队伍首尾两侧，一端是军官与士官使用军刀斩首，另一端则由士兵用刺刀刺杀，总计约有300至400战俘被杀害。对于这场大屠杀，本间本人并不同意这样的做法，许多前线日军军官也抵制辻政信的主张。尽管如此，在本间不知情的情况下，辻说服了好几位参谋部的军官，也设法让约400名战俘死于廷岸河。

#### 撤职
本间在菲律宾作战过程中，命令他的部队不要把菲律宾人当作敌人，而是当作朋友，并尊重他们的习俗和宗教。有一次，在接近马尼拉时，本间停下了他的纵队，命令士兵收紧编队，认为后面的士兵可能在抢劫和强奸。而本间对菲律宾平民的态度导致他引起了南方军司令寺内寿一的敌意。寺内寿一从胡志明市的总部向东京发送了很多关于本间不利的报告。在辻正信的影响下，一部分不服从命令的人也对本间指挥部进行了越来越多的破坏。像是以本间的名义发出了反对他政策的秘密命令，包括下令处决菲律宾首席大法官何塞·阿巴德·桑托斯和前众议院议长曼努埃尔·罗哈斯，但都被本间及时发现并阻止。
本间雅晴对英美等西方国家非常熟悉，其本人实在是不愿与英美开战，又阻止下属或是其他军官残杀战俘，对菲律宾的平民也十分宽厚，日军参谋本部认为本间在战争中，表现不够积极，因而在菲律宾战役结束后被撤职调回参谋本部，8月31日被编入预备役，等于结束了其军旅生涯，日本陆军高层对本间雅晴极为不满，即便他赢得了科雷吉多岛战役的胜利。

### 审判

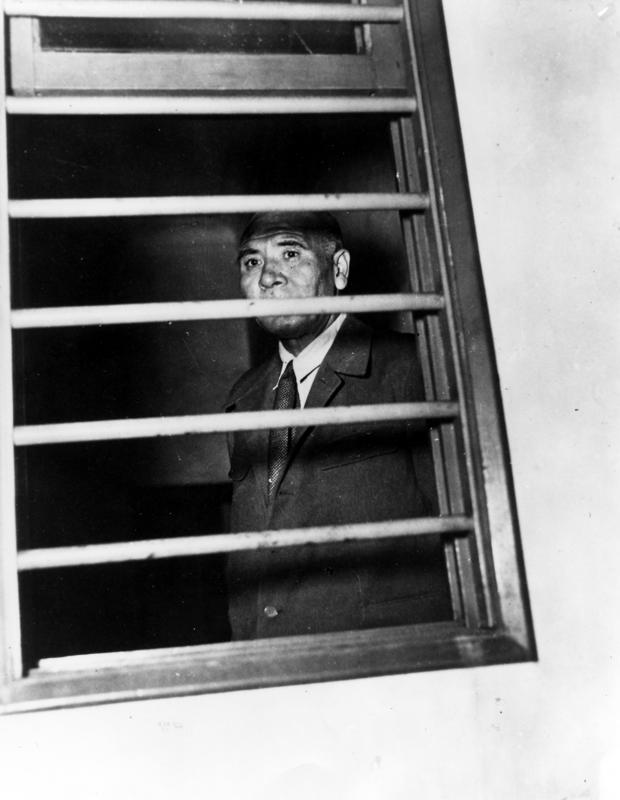
哈利·S·杜鲁门圖書館藏1946年時本間雅晴被拘禁的图像

1945年8月15日，日本投降后，仅两个星期，本间雅晴就被占领日本的美国第八集团军拘捕关押，不久被移交到菲律宾马尼拉接受调查和起诉。12月19日马尼拉军事法庭审理了本间雅晴所犯战争罪行，应对巴丹死亡行军承担责任，因为巴丹死亡之旅曾导致4万多盟军战俘遭虐待而死。
法庭之上，本间雅晴的第二任妻子富子为本间雅晴辩护，法官问富士子：
请叙述一下你眼中的本间中将是怎样的人？
富士子答：
我从东京来到马尼拉，是为丈夫而来。我的丈夫由于战争犯罪嫌疑正坐在被告席里，不过，我为至今还是本间雅晴的妻子自豪。我感谢我的丈夫，我希望我的女儿能嫁给像他这样的人。我要教我儿子做一位像父亲一样的人，成为日本忠诚的国民。 这就是我为本间作证的全部方法
在本间雅晴的妻子富士子站出来，为本间雅晴辩护后，菲律宾各界在极度仇视日本战犯的同时，都对富士子表示了很大程度的理解和好感。虽然在马尼拉战犯审判中本间雅晴仍然被判处了死刑。但原本，本间雅晴要被处以绞刑，不过在其妻子的要求下，被改为了枪决。
1946年4月3日，本间雅晴是众多在马尼拉战犯审判被处死刑的日军军官中，少数被允许可以穿着军装处决的。
本间在行刑前写下的辞世诗：
我看着巴坦岛，那里安葬着我的战友，我愿再次成为马尼拉的土地
我愿将自己的生命作为祭品献祭复活的帝国祭坛上
在一个繁荣帝国结束时我将保持我不怀疑的心
我从以前就献出了我的生命，现在我笑了，因为我知道我已经找到了我的死亡之处
世界已经充满了羞耻，我还没有确定我死亡的时间
日语原文：
這件事由當時負責審判的五人小組之一的Arthur Trudeau將軍在1971年的一次訪問中回顧：
毫无疑问，在这次巴丹死亡行军中，有很多因身体虚弱或受伤的人而被日军枪杀或用刺刀刺死。可问题是，一个人有多少级的指挥权？以至于你会判他谋杀或犯罪，而这正是本间将军被指控的，我们需要思考一下判处本间将军死刑的原因。我必须承认，我反对这样做，但我只能在他的處刑方式上提出以像士兵般被槍決代替絞刑的立場...我認為他是位了不起的军人。

## 争议

### 公平性
有各种各样的主张和指控，认为马尼拉战犯审判对本间雅晴是不公平或有偏见的，对他的审判是因为本间在菲律宾战役击败麦克阿瑟的军队，而遭到麦克阿瑟在法庭上的报复。
美国最高法院大法官弗兰克·墨菲于美国最高法院，就证据规则举行听证会说：
我们要么在宪法的崇高精神中进行这样的审判，要么放弃所有打着正义的幌子，让时代倒回报复性大清洗的水平。
本间的首席辩护律师约翰·H·斯肯表示：
这是一次非常不正常的审判，这就像是最终结果已经设定好了一样

麦克阿瑟则有不同的结论，他在案件的审查中写道：
这个被告要是没有得到他被审判的最终命运，那么这在司法的历史上就是从来没有出现过的事情。没有比打着军事权威的幌子下对无力在战争作出进一步贡献的战俘进行大屠杀更让人愤恨或着说危险的罪行了。如果法律程序未能惩治此类严重犯罪行为，这将威胁到整个世界的社会结构。

### 真正的犯人
很多的证人，作家，都认为真正的犯人应当是辻政信，而非本间雅晴，列如美国作家约翰•托兰在其名著《日本帝国的衰亡》第386-387页写道：
第一天的暴虐行为是自发性的，往后却不是如此了。中佐（辻政信）几天前已从新加坡到了马尼拉。在新加坡，有五千华人以‘支持’英国殖民者的罪名被屠杀，这主要是他的主意。背着本间，说服了本间的参谋部里几个钦佩他的军官：这次战争是种族战争，因此在菲律宾抓住的俘虏必须一律处决，处决美国人是因为他们是白人殖民主义者，处决菲律宾人则因为他们背叛了亚洲民族。
政信的这道命令是以日军总部的名义发出的，有一个师参谋向所属部队传达命令时说，“把俘虏全部杀了，投降的都杀”(第387页）既然是总部的命令，许多军官就不假思索执行了。不过，这道命令引起了一些军官的怀疑。今井武夫大佐拒绝执行，一支新到的部队的司令官寅雄少将和他的参谋长神保信彦中佐，也拒绝执行，他们都要求书面命令。
托兰在第十一章末尾总结道：
杀人过多却是中佐（辻政信）独断专行的口头命令的直接结果。拒绝执行这道命令的无疑不止生田将军和今井大佐两人，但是多数人是全部或者部分地执行了这个命令的，因为他们自幼受到的教育就是对命令应该迅速地、毫不怀疑地加以执行。
以及在庭审时的美菲联军司令官金少将也指出巴丹死亡行军是由本间雅晴的参谋长辻政信一手策划的。但在当时，辻政信为了躲避英军的搜捕，与国民党合作，逃入了中华民国，化名青木宪信，直到1950年，辻政信才回到了日本，因而逃过了战后审判

## 簡表
- 1907年（明治40年）5月31日：陸軍士官學校畢業（19期）。
  - 12月26日：晉升少尉。步兵第16連隊副。
- 1910年（明治43年）11月：晉升中尉。
- 1912年（大正1年）12月13日：陸軍大學校入學。
- 1915年（大正4年）12月11日：陸軍大學校畢業（27期）。
- 1916年（大正5年）8月：參謀本部副勤務。
- 1917年（大正6年）8月：晉升大尉。參謀本部部員（支那課）。
- 1918年（大正7年）4月：駐英國。
- 1921年（大正10年）6月：陸軍大學校教官。
- 1922年（大正11年）8月：晉升少佐。
  - 11月24日：駐英属印度武官。
- 1926年（大正15年）8月：晉升中佐。
- 1927年（昭和2年）1月19日：秩父宮御副武官。
- 1930年（昭和5年）6月3日：駐英國大使館副武官。
  - 8月1日：晉升大佐。
- 1932年（昭和7年）5月28日：參謀本部副。
  - 8月8日：陸軍省新聞班長。
- 1933年（昭和8年）8月1日：步兵第1連隊長。
- 1935年（昭和10年）8月1日：晉升少將。步兵第32旅團長。
- 1936年（昭和11年）12月1日：出差歐洲。
- 1937年（昭和12年）7月21日：參謀本部第二部長。
- 1938年（昭和13年）7月15日：晉升中將。第27師團長。日军天津防卫司令官。
- 1940年（昭和15年）12月2日：台灣軍司令官。
- 1941年（昭和16年）11月6日：第14軍司令官。
- 1942年（昭和17年）8月1日：參謀本部副。
  - 8月31日：編入預備役，為預備役陸軍中將。
- 1945年（昭和20年）12月19日：馬尼拉軍事法庭審理其戰爭犯行。
- 1946年（昭和21年）2月11日：馬尼拉軍事法庭判決死刑。
- 1946年（昭和21年）4月3日：執行死刑，遭槍決死亡。

## 親族
- 岳父 田村怡與造（日语：田村怡与造）（陸軍中將）
- 姊夫 山梨半造（陸軍大將）

## 外部連結
- 本間雅晴經歷[永久]
- 台南市東興公園台灣軍司令官本間雅晴題字石 （页面存档备份，存于）

| 前任： 牛島實常 | 台灣軍司令官 1940年上任 | 繼任： 安藤利吉 |